# Коробейники (ансамбль)
«Коробейники» — советский вокально-инструментальный ансамбль (ВИА), существовавший с 1970 по 1983 год. Ансамбль был создан в Москве музыкантом Александром Поповым при «Росконцерте» в 1970 году.

## История
ВИА «Коробейники» были организованы в Москве музыкантом Александром Поповым в 1970 году. Истоки ансамбля исходят из мужского вокального квартета «Тон», исполняющего традиционные русские народные песни. В состав коллектива вошли певцы: Александр Попов, Владимир Чуйкин — тенор, Юрий Меньшов — бас-профундо и аккомпаниатор, пианист, композитор Сергей Дьячков. Со временем музыканты продолжили свои выступления в составе Московского мюзик-холла.
Талантливый джазмен Александр Попов — клавишные инструменты, вокал и Владимир Ненашев — администратор, ударные инструменты организовывают ВИА «Коробейники», название которого они позаимствовали у названия одной русской народной песни. В состав коллектива вошли новые музыканты: Галия Семёнова, Евгений Гудков — солисты-вокалисты, Владимир Семёнов — лидер-гитара, вокал, Александр Епихин — ритм-гитара, вокал, Владимир Сахаров — бас-гитара, вокал, Александр Юдов — клавишные инструменты, Роберт Болотный — саксофон, в последующем художественный руководитель легендарного ВИА «Синяя Птица». В 1973 году коллектив пополнила солистка — вокалистка Людмила Пономарёва, ранее работавшая в оркестре Анатолия Кролла. Музыканты продолжили традиции вокального квартета «Тона» исполняя на эстраде народное творчество в эстрадной обработке («Всю-то я вселенную объехал», «Однозвучно звенит колокольчик»), а также включили в свой репертуар песни советских авторов и самих же участников ансамбля.
В 1971 году в СССР выходит на экраны фильм «Смеханические приключения Тарапуньки и Штепселя», сделанный режиссёрами Ефимом Березиным и Юрием Тимошенко с ними же в главных ролях, снятый на киностудии имени А. Довженко, где в исполнении ВИА «Коробейники» прозвучала русская народная песня «Эх, полным полна моя коробочка».
В 1973 году коллектив пополнила солистка — вокалистка Людмила Пономарёва, ранее работавшая в оркестре Анатолия Кролла. Музыканты продолжили традиции вокального квартета «Тона» исполняя на эстраде народное творчество в эстрадной обработке, а также включили в свой репертуар песни советских авторов и самих же участников ансамбля.
В 1974 году Всесоюзная фирма грамзаписи «Мелодия» выпустила первый миньон ВИА «Коробейники», в который вошли песни: «Дай ответ» /В. Семёнов — Д. Галинский/, «Здравствуй, песенка» /Б. Терентьев — И. Шаферан/, «Ну, погоди» /А. Пахмутова — Н. Добронравов/, «Подожди» /В. Сахаров — А. Кряжев/.
В 1976 году ансамбль «Коробейники» принял участие во Всесоюзном конкурсе на лучшее исполнение песни в Сочи, где стал лауреатом, получив 1 премию за исполнение музыкальной оратории композитора Георгия Свиридова «Памяти Сергея Есенина».
В этом же году поэт — песенник Михаил Пляцковский включил в свой авторский диск-гигант, на фирме «Мелодия», песню «Улыбка юга» на музыку композитора Евгения Птичкина в исполнении ВИА «Коробейники».
С 1970 по 1980-е годы в ансамбле работали музыканты: Юрий Влатски, Владимир Голомб, Сергей Горбачёв, Владимир Комаров, Владимир Семёнов, Александр Левшин, Юрий Андрианов, Александр Юдов, Альберт Ходжа-Багиров, Владимир Чуйкин, Александр Малахов, Юрий Меньшов, Анатолий Визиров, Григорий Новосельцев, Май Глеб, Анатолий Мурыгин и другие.
В 1978 году музыканты записали свой очередной миньон, в который вошли песни композитора Романа Майорова: «Любовь заждалась» на слова поэта Андрея Дементьева, «Пришла пора» на слова поэта Михаила Рябинина, «Любовь ушла», «Вот и зима» на слова поэта Владимира Харитонова.
Так же, в 1978 году вокальная группа ВИА «Коробейники» в составе: Вячеслава Назарова, Александра Левшина, Владимира Чуйкина и Юрия Меньшова принимала участие в записи песен композитора Максима Дунаевского к кинофильму «Д’Артаньян и три мушкетёра», заглавная песня которого, перед премьерой фильма, прозвучала по Центральному радио в программе «С добрым утром!».
В 1981 году состав ВИА «Коробейники» кардинально меняется, солисты-вокалисты переходят в другие музыкальные коллективы, а инструментальная группа стала аккомпанировать певице Галине Ненашевой. Александр Попов продолжил свою работу на Центральном телевидении в редакции программы «Утренняя почта». Обновлённый состав ВИА «Коробейники» возглавил легендарный музыкант-инструменталист Валерий Приказчиков, ранее руководивший ансамблями «Электрон» и «Новый Электрон», где в своё время начинала первые свои творческие шаги на эстраде Алла Пугачёва. В составе ансамбля работали музыканты: Наталья Шеманкова, ранее ВИА «Поющие сердца», ВИА «Голубые гитары», Олег Колесниченко, Валерия Сёмина, Наталия Горбань — солисты-вокалисты, Игорь Борисов — бас-гитара, вокал, гитаристы и вокалисты Александр Блинов, Юрий Калашник, Геннадий Сорокин, Александр Мостовой, Владимир Ксенофонтов, Игорь Капитанников — клавишные инструменты, Юрий Финк, Владимир Прокопенко — ударные инструменты, Юрий Крашевский — музыкальный руководитель, аранжировка, клавишные инструменты и другие музыканты. Они продолжили музыкальные традиции первого состава.
В этот же, 1981 год, Всесоюзная фирма грамзаписи «Мелодия» выпустила миньон коллектива, в который вошли песни на музыку композитора Валерия Лозового: «Первый снег» на слова поэта Владимира Соколова, «Мне казалось» на слова поэта Исаака Машбаша, в переводе Натальи Твороговой, «Только знать бы» на слова поэта Эдуарда Асадова и «Но есть ещё любовь такая» на слова поэта Михаила Краснопольского.
В 1982 году на фирме «Мелодия» вышел авторский диск-гигант «Здравствуй, любовь» композитора Зиновия Бинкина, в которой песня «Всегда с тобой» на слова поэта В. Шефнера была записана ансамблем «Коробейники».

### Пластинки
- Музыкальная сказка «По щучьему велению» (М. Дунаевский — Д. Сеф) — фирма Мелодия (Д 00034125-126) (миньон), 1973

- «Дай ответ» (В. Семенов — Д. Галинский), «Здравствуй, песенка» (Б. Терентьев — И. Шаферан), «Ну, погоди» (А. Пахмутова — Н. Добронравов), «Подожди» (В. Сахаров — А. Кряжев) — фирма Мелодия (Г62-04283-4) (миньон), 1974

- «С Новым годом!». 4 песня — «Вот и зима» (Р. Майоров — В. Харитонов) — фирма Мелодия (Г62-05151-2) (миньон), 1975

- Михаил Пляцковский — Стихи и песни. «Улыбка юга» (Е. Птичкин — М. Пляцковский) — фирма Мелодия (33 М60-38235-36) (миньон), 1975

- «Ты не ходи в осенний сад» (Ю. Саульский — В. Орлов), «А я её люблю» (С. Дьячков — М. Ножкин), «Опять зима». (Р. Майоров — В. Харитонов)  — Примечание: На пластинке Г62-05151-2: «Вот и зима» (Р. Майоров — В. Харитонов) — фирма Мелодия (Г62-05277-8) (миньон), 1975

- М. Дунаевский — Песни из сказки. Стихи М. Азова. «Когда поют светофоры». «Помни правила движенья» (М. Дунаевский — М. Азов), «Песня кота» (М. Дунаевский — М. Азов), «Песня светофоров» (М. Дунаевский — М. Азов) — фирма Мелодия (С52-08085-86) (миньон), 1978

- «Любовь заждалась» (Р. Майоров — А. Дементьев), «Любовь ушла» (Р. Майоров — В. Харитонов), «Пришла пора» (Р. Майоров — М. Рябинин), «Вот и зима» (Р. Майоров — В. Харитонов) — фирма Мелодия (Г62-07089-90) (миньон), 1978

- «Для Вас, женщины!». «Любовь заждалась» (Р. Майоров — А. Дементьев) — фирма Мелодия (С60-11585-6) (миньон), 1978

- «Золотая весна» (Ансамбли). «Роща кудрявая» (В. Семенов — Д. Усманов) — фирма Мелодия (Г62-07199-200) (миньон), 1979

- «Новые приключения в городе поющих светофоров». Музыкальная сказка «Новые приключения в городе поющих светофоров» (М. Дунаевский — М. Азов) (К. Румянова, В. Точилин, детский хор п/у А. Ильина) (Вокальная группа ВИА «Коробейники») — фирма Мелодия (С50-12513-4) (миньон), 1979

- «Я с дорогою всегда» (Песни победители конкурса «За безопасность движения»). «Песня светофоров» (М. Дунаевский — М. Азов), «Песня правил» (М. Дунаевский — М. Азов) — фирма Мелодия (С62 14095-6) (миньон), 1979

- «Не разлюблю тебя» (Песни на стихи Николая Шумакова). «День рождения» (А. Мажуков — Н. Шумаков) — фирма Мелодия (33 C60-15149-50) (миньон), 1980

- ВИА «Коробейники». Руководитель Валерий Приказчиков. «Первый снег» (В. Лозовой — В. Соколов), «Мне казалось» (В. Лозовой — И. Машбаш, перевод В. Твороговой), «Только знать бы» (В. Лозовой — Э. Асадов), «Но есть ещё любовь такая» (В. Краснопольский, В. Лозовой — О. Высотская) — фирма Мелодия (Г62-08571-2) (миньон), 1981

- ВИА «Коробейники». Поют песни В. Лозового. Руководитель Валерий Приказчиков. «Первый снег» (В. Лозовой — В. Соколов), «Мне казалось» (В. Лозовой — И. Машбаш, перевод В. Твороговой), «Только знать бы» (В. Лозовой — Э. Асадов), «Но есть ещё любовь такая» (В. Краснопольский, В. Лозовой — О. Высотская) — фирма Мелодия (33 С62-15969-70) (миньон), 1981

- «Здравствуй, любовь». Песни Зиновия Бинкина. Исполняют ВИА. «Всегда с тобой» (З. Бинкин — В. Шефнер) — фирма Мелодия (С60-18807-8) (миньон), 1982

- «Черёмуховый снег». Поет Олег Ухналев. «Круиз» (Р. Майоров — М. Рябинин), «Черемуховый снег» (С. Ухналев — А. Поперечный), «Жить привыкаю без тебя» (С. Ухналев — Б. Дубровин) (Олег Ухналев/Ансамбль «Коробейники») — фирма Мелодия (С62-20571 003) (миньон), 1982

## Фильмография
- 1970 — «Смеханические приключения Тарапуньки и Штепселя» (К/Ф), реж. Ефим Березин и Юрий Тимошенко.
- 1976 — «Автомобиль, скрипка и собака Клякса»
- 1978 — «Д’Артаньян и три мушкетёра». исполнение песен в к/ф.
- 1982 — к/ф «Люблю, жду, Лена»
- 1986 — к/ф «Зимний вечер в Гаграх»